# Efecto copycat
Copycat es una palabra inglesa (de copy -'copiar'- y cat -'gato'-, utilizada como sustantivo desde al menos 1894 y como verbo desde 1932, especialmente refiriéndose a un comportamiento infantil) utilizada para designar el fenómeno social que se produce cuando uno o muchos imitadores imitan la manera de actuar de un modelo del que han tenido conocimiento, en muchos casos, a partir de algún acto, usualmente morboso, dramático o de gran repercusión, que aparece en los medios de comunicación, y que por tanto es favorecido por la publicidad mediática.
En contextos criminológicos, el copycat es alguien que realiza un crimen de imitación (o crimen copycat); por ejemplo, imitando el modus operandi  de un asesino en serie (serial killer) tal como los medios masivos de comunicación lo han descrito, o realizando un robo con determinadas características sofisticadas (estilo Rififi).
En otros contextos se aplica al "efecto Werther", por el que se imita el suicidio (como ocurrió con el suicidio de ese personaje de ficción).

## Ejemplos

### Ejemplos reales

#### Inspiraciones reales
| Inspiración                                      | Imitador o imitadores                                                                  | Datos |
| ------------------------------------------------ | -------------------------------------------------------------------------------------- | --- |
| Asesino del Zodiaco                              | Heriberto Seda ("El Nuevo Asesino del Zodiaco")                                        | Entre 1990 y 1993 disparó contra varias personas en New York y más tarde envió cartas con mensajes cifrados a la policía donde afirmaba que mataba siendo guiado por los signos zodiacales de sus víctimas, tal como hizo el conocido como Asesino del Zodiaco 20 años antes, en California. Heriberto mató a 3 personas e hirió a otras 6 durante su serie de asesinatos, antes de ser atrapado en 1996. |
| Jack el Destripador                              | Macario Alcalá Canchola ("Jack Mexicano") Derek Brown Jack el Desnudador               | Se cree que mató por lo menos 12 prostitutas en Ciudad de México en los años 1960. Se hacía llamar a sí mismo "Jack", a pesar de que ese no era su nombre verdadero, lo que llevó a los criminalistas a pensar, basados también en su modus operandi, que trataba de imitar al famoso Jack el Destripador para llamar la atención. Asesinó a dos mujeres en Londres en el año 2007. A ambas las descuartizó y arrojó sus cuerpos en algún lugar no identificado (nunca se encontraron). Entre las herramientas que usó para asesinar y descuartizar a su segunda víctima se le encontró un libro que relataba varios casos de asesinos en serie. Se cree que se habría inspirado de Jack el Destripador. Asesino en serie no identificado que violó y asesinó a por lo menos 6 prostitutas en Londres (se cree que fueron 8) entre 1964 y 1965. En su momento se comparó con el caso con Jack el Destripador debido al perfil de las víctimas y al hecho de que el asesino tampoco fue identificado. |
| Vladimir Ionesyan                                | Anushervon Rakhmanov                                                                   | Entre 2013 y 2014, Rakhmanov mató a 7 personas usando exactamente el mismo modus operandi empleado por el asesino en serie Vladimir Ionesyan, entre 1963 y 1964. El cual consistía en que se presentaba en una casa como un empleado de la empresa Mosgaz, que había sido enviado para inspeccionar tuberías, pero una vez que los dueños bajaban la guardia, los asesinaban usando un hacha utilizada como parte del engaño. |
| Anthony Sowell ("el Estrangulador de Cleveland") | Michael Madison                                                                        | Entre 2012 y 2013, Michael Madison violó y mató a tres jóvenes afroamericanas y posteriormente las enterró en su casa, de la misma forma que realizó sus crimines el igualmente asesino en serie Anthony Sowell, entre el año 2007 y 2011. De hecho, ambos eran de la misma ciudad. Según la exnovia de Madison, él estaba obsesionado con Sowell, hasta el punto de que lloraba cada vez que veía un reportaje sobre él. |
| Carlos Robledo Puch ("El Ángel")                 | Guillermo Antonio Álvarez ("el Concheto") Javier Hernán Pino ("el Nuevo Robledo Puch") | Admirador del asesino en serie Robledo Puch; afirmó que quería superar su récord de víctimas, y al igual que él, se dedicó a robar negocios y casas acompañado de distintos cómplices. En total mató a 4 personas, una de ellas estando apresado. Entre febrero y octubre del 2011 mató a 5 personas para así robarles. Se hacía amigo de sus víctimas y luego les disparaba por la espalda. Tanto su móvil como su modus operandi llamaron la atención, ya que los criminalistas vieron una similitud entre su caso y el de Robledo Puch, incluso apodándolo como el "Nuevo Robledo Puch". |
| Luis Alfredo Garavito ("La Bestia")              | Manuel Octavio Bermúdez ("el Monstruo de lo Cañadulzales")                             | Entre 1999 y 2003 violó y asesinó a más de 43 niños Valle del Cauca. Según las pericias, se inspiró del asesino serial Luis Alfredo Garavito, quien está acusado de haber matado a más de 300 niños en Venezuela, Colombia y Ecuador. |
| Lam Kor-wan ("El Asesino de la Noche Lluviosa")  | Luo Shubiao ("El Carnicero de la Noche Lluviosa")                                      | Después de ver unos cuantos reportajes sobre el asesino en serie Lam Kor-wan, el ladrón Luo Shubiao realizó una serie de 19 asesinatos, imitándolo. La empresa incluso lo apodo de la misma manera. |
| Eric Harris y Dylan Klebold                      | Varios                                                                                 | La masacre de la Escuela Secundaria de Columbine, en la cual murieron 15 personas incluyendo a los perpetradores, ha inspirado a una gran cantidad de crímenes similares, los cuales también fueron ejecutados dentro de instalaciones escolares. Hasta el 2015, ha habido 74 casos de imitación en los cuales los perpetradores han dicho de forma explícita que se inspiraron de Eric y Dylan, o mencionaron y/o copiaron otros aspectos como la vestimenta. Algunos casos de tiroteos escolares cuya inspiración en al masacre Columbine está confirmada son: Masacre del Instituto Politécnico de Kerch de 2018; Masacre de Virginia Tech; Tiroteo en el Colegio Cervantes de Torreón; Masacre de la Escuela Primaria de Sandy Hook; Tiroteo en la escuela secundaria de Santa Fe. |

#### Inspiraciones ficticias
| Inspiración (y origen)      | Imitador o imitadores                                   | Datos |
| --------------------------- | ------------------------------------------------------- | --- |
| Walter White (Breaking Bad) | Jason Hart                                              | En el 2013 estranguló hasta la muerte a su novia y posteriormente disolvió su cuerpo con ácido sulfúrico. Se supo que se inspiró de una escena de la conocida serie Breaking Bad para cometer el asesinato, y de la cual era fanático. |
| Joker (Batman)              | James Eagan Holmes                                      | Autor de la masacre de Aurora de 2012. En primera instancia se presentó a sí mismo como el Joker, conocido enemigo de Batman. El hecho de que la masacre se haya llevado a cabo durante la presentación de la película The Dark Knight Rises, así como el hecho de que Holmes llevaba el pelo teñido, llevó a que se pensara que se había inspirado del personaje ficticio para llevar a cabo la masacre. Aunque otros apuntan a que se inspiró de una secuencia del cómic original, en el cual un hombre abre fuego en un cine. |
| Ghostface (Scream)          | Mario Padilla y Samuel Ramírez Thierry Jaradin "Julien" | Los dos adolescente oriundos de Lynwood apuñalaron y mataron a la madre de uno de ellos. Después de ser arrestados, confesaron que se habían inspirado en las películas Scream y Scream 2. También dijeron que querían comprar disfraces de Ghostface y sintetizadores de voz para empezar una ola de asesinatos. Mató a una joven llamada Alisson Cambier de 30 puñaladas en el 2001. Realizó el asesinato estando vestido del personaje Ghostface y más tarde confesó haberse inspirado de una asesinato mostrado en la película. Joven de 17 años que en el año 2002, en París, mató a su amiga de 42 puñaladas. Llevaba puesta una máscara de Ghostface y le confesó a la policía que quería imitar al personaje. |

### Ejemplos ficticios
En alguna ficciones se ha usado el concepto del imitador. Esto se hace, en la mayoría de los casos, con el fin de seguir la franquicia tras la muerte del personaje que inspira al imitador.
| Inspiración                      | Imitador                             | Franquicia  | Datos |
| -------------------------------- | ------------------------------------ | ----------- | --- |
| Jason Voorhees                   | Roy Burns                            | Viernes 13  | En la película Friday the 13th: A New Beginning, con el fin de vengar la muerte de su hijo, Roy Burns se viste de Jason Voorhees (quien murió en la película anterior) y empieza una serie de asesinatos motivado por la venganza.                                                  |
| John Kramer ("The Jigaw Killer") | William Schenk ("The Spiral Killer") | Saw         | La trama de la película Spiral: From The Book of Saw del año 2021, gira en torno a la aparición de un imitador de Jigsaw, quien, al igual que él, secuestra personas y las mete en máquinas para obligarlos a sobrevivir.                                                           |
| Junko Enoshima                   | Monaca Towa                          | Danganronpa | En Danganronpa Another Episode: Ultra Despair Girls, Monaca Towa se obsesiona con ser una "Junko Enoshima II" hasta el punto de tomar control de la fundación de ella tras su muerte y organizar un "juego de matanza", tal como Enoshima hizo en Danganronpa: Trigger Happy Havoc. |